# Robert Townsend
Robert Townsend (Chicago, Illinois, 6 de febrero de 1957) es un actor, director, comediante y escritor estadounidense. Ha dirigido películas como Hollywood Shuffle (1987), Eddie Murphy Raw (1987), Meteor Man (1993), The Five Heartbeats (1991), entre otras. Interpretó el personaje principal de The WB The Parent 'Hood, Robert Peterson, la serie que creó y dirigió episodios selectos de funcionó de 1995 a 1999; también realizó el papel de Donald "Duck" Matthews en su película de 1991 The Five Heartbeats. Más tarde, escribió, dirigió y produjo Making the Five Heartbeats (2018), una película documental sobre el proceso de producción y la visión tras cámaras de las escenas de la creación de la película. Townsend tiene una compañía de producción, Townsend Entertainment, que ha producido las películas Playin 'for Love, In the Hive, entre otras. Durante la década de 1980 y principios de la década de 1990, realizó espectáculos de Stand up y apariciones en The Tonight Show Starring Johnny Carson.

## Biografía y carrera
Townsend nació en Chicago, siendo el segundo de cuatro hijos de Shirley (nacida Jenkins) y Ed Townsend. Su madre acabó criándole a él y a sus tres hermanos como familia monoparental. Creció al lado oeste de la ciudad, y asistió al Austin High School, de la cual se graduó en 1975. Su interés por la actuación comenzó cuando era adolescente. Durante una lectura de Edipo rey de Sófocles en el instituto, captó la atención del X Bag Theatre de Chicago, The Experimental Black Actors Guild. Más tarde audicionó en el Experimental Black Actors' Guild de Chicago, y actuó en obras de teatro locales estudiando en el famoso taller de comedia The Second City para improvisación en 1974. Townsend tuvo un papel breve sin acreditar en la película de 1975 Cooley High, pero aún así, él dijo que esto «logró cambiar su vida».
Después de la escuela secundaria, se matriculó en la Universidad Estatal de Illinois, donde estudió un año, y más tarde se trasladó a Nueva York para estudiar en la Negro Ensemble Company. La madre de Townsend creía que debía completar su educación universitaria, pero él sintió que la universidad le quitaba tiempo a su pasión por la interpretación, y pronto la abandonó para seguir con su carrera de actor a tiempo completo.

## Carrera
Townsend hizo una audición para formar parte del reparto de Saturday Night Live de 1980 a 1981, pero fue rechazado a favor de Eddie Murphy. En 1982, apareció como uno de los personajes principales de la serie de PBS Another Page, producida por Kentucky Educational Television, que enseñó la alfabetización a los adultos mediante historias serializadas. Townsend apareció más tarde en películas como Historia de un soldado (1984), dirigida por Norman Jewison y, tras su éxito, obtuvo papeles mucho más importantes en películas como The Mighty Quinn (1989), con Denzel Washington.
En 1987, Townsend escribió, dirigió y produjo Hollywood Shuffle, una sátira basada en las dificultades y los obstáculos que sufren los actores negros en la industria del cine. El éxito de su primer proyecto le ayudó a establecerse en el sector. Otra de sus películas fue The Five Heartbeats basada en grupos masculinos de R&B de los años 60 y las tribulaciones de la industria musical. Townsend creó y produjo dos programa de variedades de televisión, el ganador del premio CableACE Robert Townsend & His Partners in Crime para HBO, y el programa de variedades de Fox Television Stations Townsend Television (1993). También creó y protagonizó la comedia de situación de la WB Network The Parent 'Hood, que se publicó originalmente desde enero de 1995 hasta julio de 1999. En 2018, Townsend también dirigió dos episodios de la serie American Soul, que empezó a emitirse en 2019. El programa trata sobre Don Cornelius y Soul Train. Fue director de programación en el Black Family Channel, pero la red se retiró en el 2007. Creó The Robert Townsend Foundation, una organización sin ánimo de lucro cuya misión es presentar y ayudar a nuevos cineastas.

## Premios y otros créditos
Dirigió la película de televisión de 2001 Livin' for Love: The Natalie Cole Story. También dirigió dos películas de televisión en 2001 y 2002 respectivamente, Carmen: A Hip Hopera y 10.000 Black Men Named George. En 2013, fue nominado a un Premio Ovation en la categoría de "Actor principal en un musical" por su papel de Dan en el Teatro La Mirada para la producción de artes escénicas de Next to Normal.

## Filmografía
| Título                                    | Año       | Papel                                                            |
| ----------------------------------------- | --------- | ---------------------------------------------------------------- |
| Cooley High                               | 1975      | Jugador de baloncesto en gimnasio (sin acreditar)                |
| The Monkey Hustle                         | 1976      | Music                                                            |
| Women at West Point                       | 1979      | Plebeu                                                           |
| Streets of Fire                           | 1984      | Lester - The Sorels                                              |
| Historia de un soldado                    | 1984      | Capitán Ellis                                                    |
| American Flyers                           | 1985      | Jerome                                                           |
| Ratboy                                    | 1986      | Manny                                                            |
| Odd Jobs                                  | 1986      | Dwight                                                           |
| Hollywood Shuffle                         | 1987      | Bobby Taylor (también director/productor/guionista)              |
| Eddie Murphy Raw                          | 1987      | Director                                                         |
| The Mighty Quinn                          | 1989      | Maubee                                                           |
| The Five Heartbeats                       | 1991      | Donald "Duck" Matthews (también director/productor/guionista)    |
| Robert Townsend and His Partners in Crime | 1991      | Productor/actor                                                  |
| Meteor Man                                | 1993      | Jefferson Reed/Meteor Man (también director/productor/guionista) |
| Townsend Television                       | 1993      | Creador/Productor/actor                                          |
| The Parent 'Hood                          | 1995-1999 | Robert Peterson (también cocreador)                              |
| B*A*P*S                                   | 1997      | Director                                                         |
| Jackie's Back                             | 1999      | Director                                                         |
| Joseph's Gift                             | 1999      | James Saunders                                                   |
| Up, Up and Away                           | 2000      | Jim Marshall/Bronze Eagle (también director)                     |
| Little Richard                            | 2000      | Director                                                         |
| Holiday Heart                             | 2000      | Director                                                         |
| Carmen: A Hip Hopera                      | 2001      | Director                                                         |
| Livin' for Love: The Natalie Cole Story   | 2001      | Director                                                         |
| 10,000 Black Men Named George             | 2002      | Director'                                                        |
| I Was a Teenage Faust                     | 2002      | Mr. Five                                                         |
| Black Listed                              | 2003      | Alan Chambers (también director)                                 |
| Of Boys and Men                           | 2008      | Holden Cole                                                      |
| Phantom Punch                             | 2009      | Director                                                         |
| In the Hive                               | 2012      | Director)                                                        |
| Scooby-Doo! Music of the Vampire          | 2012      | Actor Vampiro #1                                                 |
| Bill Cosby 77                             | 2014      | Director                                                         |
| Playin' for Love                          | 2015      | Director/actor/Productor                                         |
| Making The Five Heartbeats                | 2018      | Director                                                         |
| Black Lightning                           | 2019      | Director/actor                                                   |
| American Soul                             | 2019      | Director                                                         |
| The Wonder Years                          | 2021      | Director                                                         |
| Kaleidoscope                              | 2023      | Director                                                         |
| The Bear                                  | 2023      | Emmanuel Adamu                                                   |
| Power Book IV: Force                      | 2023      | Director                                                         |